# John Barleycorn
John Barleycorn er en amerikansk stumfilm fra 1914.

## Medvirkende
- Elmer Clifton
- Antrim Short
- Matty Roubert
- Viola Barry - Haydee
- Hobart Bosworth - Scratch Nelson